# Северный полюс (платформа)
Ледостойкая самодвижущаяся платформа «Северный полюс» или ЛСП — судно проекта 00903, предназначенное для создания на его основе постоянной дрейфующей станции — аналогично дрейфующим станциям Северный полюс-1 — Северный полюс-2015. Спущено на воду в 2020 году, ввод в строй состоялся летом 2022 года. Первым применением судна стала экспедиция «Северный полюс-41».

## Особенности
Корпусу судна придана яйцевидная форма, что позволяет выдерживать давление льда. Для корпуса использован специальный сорт стали. На борту платформы оборудовано 15 научных лабораторий, в которых учёные смогут круглогодично выполнять комплексные исследования Арктики. На верхней палубе судна оборудована вертолётная площадка для приёма вертолётов типа Ми-8 и Ми-38.
Согласно изменениям, внесённым в проект к июлю 2021 года, длина платформы составляет 67,8 метра, ширина — 22,5 метра, осадка — 8,6 метра, водоизмещение — около 7,5 тыс. тонн, мощность главного двигателя — 4200 кВт, скорость — не менее 10 узлов; экипаж — 14 человек, научный персонал — 34 человека, ледовый класс — Arc5, срок службы — не менее 25 лет, автономность по запасам топлива — около 2 лет. Планируется, что «Северный полюс» будет два года без перерыва дрейфовать в Северном Ледовитом океане.
Станция может проводить геологические, акустические, геофизические и океанографические наблюдения, двигаться во льдах без применения ледокола, вмерзать в лёд и дрейфовать до двух лет.
Зимовка в комфортных и безопасных условиях возможна при температуре окружающей среды до минус 50°С.

## История создания
Платформа построена в рамках государственной программы «Охрана окружающей среды». Федеральная служба по гидрометеорологии и мониторингу окружающей среды (Росгидромет) определена государственным заказчиком и застройщиком ЛСП «Северный полюс». Платформу строят на предприятии Адмиралтейские верфи (г. Санкт-Петербург).
Проект ледостойкой платформы разработан КБ «Вымпел» в сотрудничестве с ФГБУ «ААНИИ», РосГидроМета и АО «Адмиралтейские верфи».
. 19 апреля 2018 года был подписан контракт на проектирование и строительство ледостойкой самодвижущейся платформы. 20 декабря 2018 года на предприятии Адмиралтейские верфи в Санкт-Петербурге прошла церемония начала резки металла на ледовую платформу «Северный полюс», заводской номер 02404. Официальная закладка платформы прошла 10 апреля 2019 года в рамках проведения V Международного арктического форума.
18 декабря 2020 года состоялся торжественный спуск судна на воду.
По состоянию на 19 июля 2021 года готовность судна составляла 82 %. Для завершения строительства платформы премьер-министр РФ М.Мишустин распорядился выделить дополнительно 1,1 млрд рублей — стоимость судна возросла с изначальных 6,9 млрд рублей до 9,0 млрд рублей.
21 мая 2022 года, в День полярника, платформа вышла на ходовые испытания в Финский залив, а 24 мая они были успешно завершены. Ожидалось, что она будет передана заказчику в июле 2022 года, а в сентябре того же года — отправится в свою первую экспедицию.

## История службы

### Северный полюс-41
25 августа 2022 года платформа была передана в эксплуатацию. От достроечной набережной предприятия «Адмиралтейские верфи» платформа отправилась в Большой порт Санкт-Петербург, а оттуда 2 сентября вышла в первый рейс в Мурманск. 17 сентября 2022 года судно вышло из Мурманска в первую экспедицию «Северный полюс-41» в направлении Новосибирских островов, где будет выбрана льдина, подходящая для развёртывания дрейфующей станции. Этим продолжены исследования севера с помощью дрейфующих станций, начатые в 1937 году экспедицией «СП-1» и прерванные в 2013 году в ходе экспедиции «СП-40».
2 октября 2022 года в 7 часов утра в точке с координатами 82°37′ с. ш. 155°31′ в. д. начала дрейф станция «Северный полюс-41» (ЛСП). 28 апреля 2024 года, после 574 дней работы, деятельность станции «СП-41» была завершена, и ЛСП «Северный полюс» легла на курс в порт базирования, 17 мая прибыв в Мурманск. 31 мая ЛСП отправилась в переход из Мурманска в Санкт-Петербург.

### Северный полюс-42
Второй экспедицией ЛСП «Северный полюс» стала «Северный полюс-42», старт которой запланирован на лето-осень 2024 года. 29 августа судно вышло из порта Санкт-Петербург в Мурманск, откуда и начнётся новая полярная экспедиция.

## Капитаны
- С 2022 — н. в.: Сергей Александрович Дячкин[17][18].